# Dash Point
Dash Point (korábban Ison Landing, Fairview Beach és Woodstock Beach) az Amerikai Egyesült Államok északnyugati részén, Washington állam Pierce megyéjében elhelyezkedő statisztikai település. A 2010. évi népszámlálási adatok alapján 931 lakosa van.
A Dash Point elnevezés eredete bizonytalan; állami térképeken először 1877-ben jelent meg. A település területét az 1940-es évek végén a McLeod család eladta Washington államnak. A Dash Point Állami Park az 1962-es seattle-i világkiállítás részeként nyílt meg.

## Fordítás
- Ez a szócikk részben vagy egészben  a   Dash Point, Washington című angol Wikipédia-szócikk ezen változatának fordításán alapul.  Az eredeti cikk szerkesztőit annak laptörténete sorolja fel. Ez a jelzés csupán a megfogalmazás eredetét és a szerzői jogokat jelzi, nem szolgál a cikkben szereplő információk forrásmegjelöléseként.